# Pero stuposaria
Pero stuposaria là một loài bướm đêm trong họ Geometridae.